# Мая-Арненіт (заповідник)
Природний заповідник Мая-Арненіт (алб. Rezerva Strikte të Natyrës Maja e Arnenit, серб. Строги природни резерват Попово прасе / Strogi prirodni rezervat Popovo prase) є суворим природним заповідником у Призренському окрузі Південно-Східного Косова. Мая-Арненіт має площу 30 га.